# 崔佛·鮑爾
崔佛·安德魯·鮑爾（英語：Trevor Andrew Bauer，1991年1月17日—）為美國的職業棒球選手，現效力於日本職棒橫濱DeNA海灣之星，曾效力美國職棒大聯盟響尾蛇、印地安人、紅人與道奇等隊伍，2023年球季轉投日本職棒橫濱DeNA海灣之星。
2011年的大學球季，鮑爾拿下全美最佳業餘球員金靴獎；同年的美國職棒選秀會上，他在第一輪第3順位被響尾蛇隊選走，並於隔年登上大聯盟。2012-13年休賽季，鮑爾被交易至印地安人隊；2019年被交易至紅人隊。2021年成為自由球員，加盟洛杉磯道奇。

## 職業生涯

### 亞利桑那響尾蛇
鮑爾是2011年大聯盟選秀的探花。2011年7月25日，他與響尾蛇簽下小聯盟合約，並加入球隊的40人名單。他從高階1A開啟職業生涯，並在8月13日升上2A。
他在2A前四場先發，投了16.2局，送出26次三振及8次保送，防禦率高達7.56。8月20日，鮑爾拿下小聯盟首勝。他也在2012年入選未來之星明星賽。
2012年6月28日，鮑爾升上大聯盟。他面對亞特蘭大勇士隊先發4局，送出3次三振被敲出5支安打無關勝敗。7月8日，鮑爾拿下大聯盟首勝。
2012年7月18日，因為鮑爾僅拿下1勝2敗，因此他被下放3A。後來他在8月6日回到大聯盟。

### 克里夫蘭印地安人
2012年12月11日，印地安人與紅人和響尾蛇進行三方交易，印地安人得到鮑爾、Matt Albers和Bryan Shaw，響尾蛇得到狄迪·葛雷格里斯、Tony Sipp、Lars Anderson和Drew Stubbs，紅人得到秋信守和Jason Donald。
2013年球季，他在印地安人拿下1勝2敗，防禦率5.29的成績。隔年他投出5勝8敗，防禦率4.18。
2015年6月16日，鮑爾在跨聯盟比賽中擊出大聯盟首安。該年他投出11勝12敗，平均每9局的保送比4.04也是大聯盟最高。單季79次保送也是美聯第一多。
2016年10月14日，鮑爾因為修復無人機不慎割傷手指；10月17日，他在美聯冠軍賽第3場僅先發0.2局就因手指流血退場休息。而他在世界大賽的第2場和第5場都擔任球隊先發，不過最後球隊都輸球。最終芝加哥小熊以4勝3敗拿下冠軍。
2017年10月5日，鮑爾在美聯分區賽第1場先發面對洋基一度投出5.1局的無安打，寫下印地安人隊史季後賽紀錄。
2019年4月4日，鮑爾在面對多倫多藍鳥隊時投出7局無安打。7月28日，鮑爾面對堪薩斯皇家僅先發4.1局就狂失7分，表現不佳的鮑爾在看到總教練上投手丘前情緒失控，並將比賽用球從投手丘奮力丟向中外野；此舉引起總教練特里·弗蘭克納的不悅，他在上場把鮑爾換下時甚至還對鮑爾飆出髒話說：「你他X到底有什麼毛病？（What the fxxk is wrong with you?）」隨後鮑爾也公開替他幼稚的行為道歉，並稱此舉不是一般職業選手該有的行為。

### 辛辛那提紅人
2019年7月31日，印地安人、紅人與教士進行三方交易，印地安人得到Franmil Reyes、Logan Allen、亞塞爾·普伊格與兩位小聯盟球員，紅人得到鮑爾，教士得到一位小聯盟外野手。當時鮑爾與一位棒球打擊教練Jason Ochart打賭輸了，所以他在明星週穿上了背後寫著「J Ochart」字樣的球衣。

### 洛杉磯道奇
2021年2月6日，與洛杉磯道奇簽下3年1.02億美金合約（2021年薪4000萬、2022年4500萬、2023年1700萬），在2021、2022季後擁有跳脫權。在2021年7月一女子指控鮑爾性侵，他立即被MLB停職調查。2022年2月負責該案的檢察官宣布，因證據不足不會以任何刑事罪名起訴鮑爾，全案結束偵查。2022年4月29日大聯盟以懲處家暴的規章罰鮑爾禁賽324場，後縮減禁賽場數為194場；直到2022年12月22日禁賽令結束，但仍有一年合約的道奇隊並未將他放回40人名單，而是放入讓渡名單，其他大聯盟球隊只要支付大聯盟底薪70萬美元即可在2023年賽季簽下鮑爾，但至今沒有任何大聯盟球隊聘用他。

### 橫濱DeNA海灣之星
2023年3月14日，日本職棒球隊橫濱DeNA海灣之星宣佈以4億日圓的一年合約簽下鮑爾。

## 投球風格
鮑爾以高壓（上肩）的機制投球，最快球速可達99mph（約159.3km/h），搭配滑球、切球、曲球與變速球，曲球被評為在MLB等級亦具高水準的球路。
鮑爾曾表示在他的投球機制構成中，有不少部分取自國聯的前賽揚名投蒂姆·林斯肯，而鮑爾自身也在2020年拿下國聯賽揚獎。
由於屬於飛球型投手，所以鮑爾的投球內容也有著被長打數偏多的傾向。

## 個人生活
鮑爾因為在加州出生長大，從小就是道奇隊的球迷。

### 無人機操作意外
鮑爾平時對無人機很有興趣，2016年10月，鮑爾在修復無人機時不慎割傷手指。2016年美國聯盟冠軍賽第3場，鮑爾帶著縫了10針的右手上場先發，結果他僅投了0.2局就因手指流血退場。

### 政治
2016年美國總統選舉，鮑爾曾公開表示他會將票投給共和黨參選人唐納·川普。儘管後來他收回這句話，不過他認為川普會改變美國選舉生態。而他也曾批評美國媒體操弄政治偏頗立場。

### Bauer Bytes
鮑爾在YouTube界也很活躍，而Bauer Bytes是一個YouTube頻道「Momentum」的其中一個單元。鮑爾會在此頻道邀請其他棒球員來他的家裡，並請自己的私人廚師做料理給他們吃。像是諾蘭·阿里納多、維特·梅利菲爾德與Mike Clevinger。

### 家暴、性侵爭議
2021年6月底Bauer被一女性指控，該女性闡述在該年5月遭Bauer性侵，事件爆發後Bauer隨即被停職調查。
2022年2月9日洛杉磯郡地方檢察官辦公室宣布，Bauer的家暴、性侵案件已偵查終結，因證據不足他將不會被以任何刑事罪名起訴；但不管有無刑事罪名加身，大聯盟都可以根據之前跟球員工會達成之協議，針對家暴球員做出懲處。
2022年4月22日Bauer被大聯盟禁賽324場比賽，即完整的兩季。大聯盟於2022年12月22日減輕處份為禁賽194場，將提早結束Bauer的禁賽；但道奇隊並未將其放入40人名單，Bauer成為自由球員後，至今也沒有任何大聯盟球隊簽下他。

## 外部連結
- 崔佛·鮑爾在美國職棒官網（英语）
- 崔佛·鮑爾在日本職棒官網（英语）
- 崔佛·鮑爾在Baseball-Reference.com（大聯盟）（英语）
- 崔佛·鮑爾在Baseball-Reference.com（小聯盟以及海外聯盟）（英语）
- 崔佛·鮑爾在ESPN（MLB）（英语）
- 崔佛·鮑爾在FanGraphs.com（英语）
- 崔佛·鮑爾在Retrosheet（英语）
- 崔佛·鮑爾在台灣棒球維基館上的頁面（繁體中文）
- YouTube上的崔佛·鮑爾頻道